# Miracolul lui Dionis

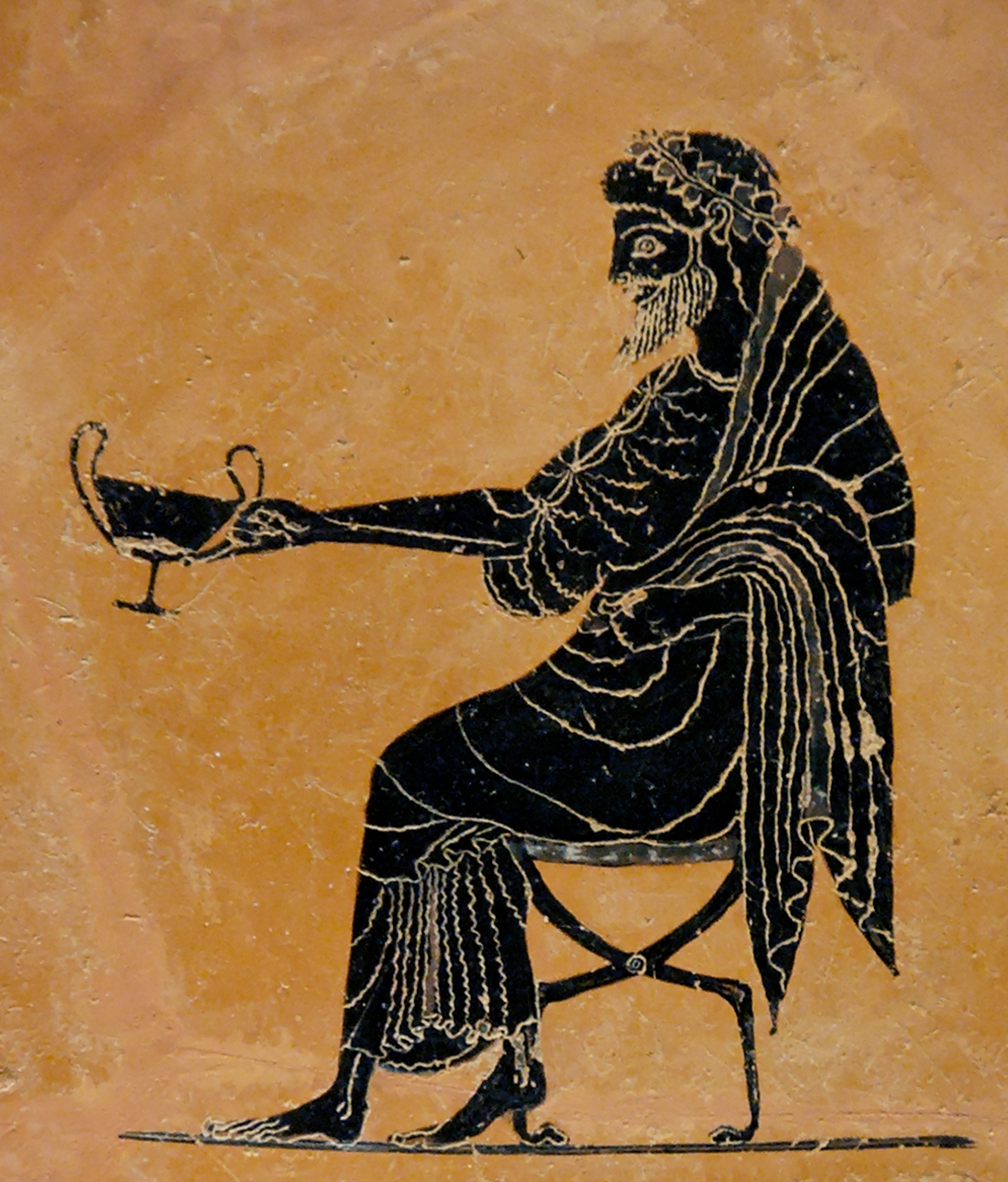
Zeul Dionis cu o cupă

Miracolul lui Dionis se referă la o relatare a lui Pausanius conform căreia trei vase aduse goale în Thyia -un templu al lui Dionis- erau găsite pline cu vin a doua zi dimineața. Potrivit lui Pausaniu oamenii cei mai onorabili din Elis jurau că așa s-a întâmplat, dar el personal nu a fost niciodată la sărbătoare (numită Lenaia).
Această relatare este una tipică în cultura grecească antică. Ea este suspectă din mai multe puncte de vedere. În primul rând Pausanius (scriitor din sec. II) admite că nu a fost niciodată la sărbătoare. Apoi această minune seamănă cu transformarea apei în vin de către Iisus Hristos la nunta din Cana Galileii, încât se pune întrebarea dacă nu cumva preoții lui Dionis nu au inventat ceva asemănător pentru a combate religia creștină care câștiga rapid teren în epocă. În al treilea rând, întâmplarea dă senzația unui număr de magie deoarece nu este un fapt spontan și putea fi ușor falsificată: o persoană putea rămâne ascunsă noaptea în Templu pentru a umple vasele cu vin. În contrast, minunea lui Iisus a servit ca un semn și a împlinit o nevoie imediată a oamenilor. În acest context Minunea lui Dionis pare a fi regizată. 